# Goodyera hemsleyana
Goodyera hemsleyana är en orkidéart som beskrevs av George King och Robert Pantling. Goodyera hemsleyana ingår i släktet knärötter, och familjen orkidéer. Inga underarter finns listade i Catalogue of Life.